# Walter Villa
Walter Villa (Castelnuovo Rangone, 13 de agosto de 1943 - 19 de junio de 2002) fue un piloto de motocicletas que ganó cuatro campeonatos del mundo de velocidad. Era conocido su carácter tranquilo cuando no pilotaba, pero se transformaba en un feroz competidor en las carreras.

## Biografía
Su ciudad natal se encuentra en la Emilia-Romagna entre Maranello y Módena, el corazón de Italia de los deportes de motor. Villa empezó a correr a los trece años, en una Moto Morini de 175 cc. En su primera carrera terminó tercero, batiendo a Giacomo Agostini, quien llegó a ser el piloto italiano del motos más laureado de todos los tiempos.
En los primeros años de los 70, Harley-Davidson compró la empresa Aermacchi próxima a Milán, con la idea de completar su gama y disponer desde motos de 125 cc hasta sus tradicionales bicilindricas en V de gran cilindrada. Al principio Aermacchi vendía una moto monocilíndrica con el cilindro horizontal y de cuatro tiempos, y empezó a desarrollar su propio motor de dos tiempos. Aermacchi (Harley Davidson) fichó a Villa para liderar su entrada en los Grandes Premios.
La empresa italiana desarrolló unas máquinas ganadoras que llevaron a Villa a la victoria en el Campeonato del Mundo en 1974, 1975 y 1976 en 250cc, y en 350cc en 1976.
Además de los campeonatos del mundo ganó ocho campeonatos de Italia. Cuando terminó de competir fue un activo corredor de carreras de época, corriendo en carreras de velocidad y llegando a ser uno de los principales mánager de esta categoría.
Murió el 19 de junio de 2002 de un ataque al corazón a los 58 años.

## Resultados en el Campeonato del Mundo
Sistema de puntuación desde 1950 hasta 1968:
| Posición | 1.º | 2.º | 3.º | 4.º | 5.º | 6.º |
| Puntos   | 8   | 6   | 4   | 3   | 2   | 1   |

Sistema de puntuación desde 1969 hasta 1987:
| Posición | 1.º | 2.º | 3.º | 4.º | 5.º | 6.º | 7.º | 8.º | 9.º | 10.º |
| Puntos   | 15  | 12  | 10  | 8   | 6   | 5   | 4   | 3   | 2   | 1    |

### Carreras por año
(Carreras en negrita indica pole position, carreras en cursiva indica vuelta rápida)
| Año  | Cat.  | Equipo          | 1       | 2       | 3       | 4       | 5       | 6       | 7       | 8       | 9       | 10      | 11      | 12      | 13     | Pts. | Pos. |
| ---- | ----- | --------------- | ------- | ------- | ------- | ------- | ------- | ------- | ------- | ------- | ------- | ------- | ------- | ------- | ------ | ---- | ---- |
| 1967 | 125cc | Montesa         | ESP Ret | GER 4   | FRA -   | IOM -   | NED -   | BEL -   | DDR -   | CZE -   | FIN -   | ULS -   | NAT -   | CAN -   | JPN -  | 3    | 15.º |
| 1968 | 125cc | Moto Villa      | GER -   | ESP -   | IOM -   | NED -   |         | DDR -   | CZE -   | FIN -   | ULS -   | NAT Ret |         |         |        | 0    | –    |
| 1968 | 250cc | Montesa         | GER -   | ESP -   | IOM -   | NED -   | BEL -   | DDR -   | CZE -   | FIN -   | ULS -   | NAT 11  |         |         |        | 0    | –    |
| 1969 | 125cc | Montesa         | ESP 3   |         |         |         |         |         |         |         |         |         |         |         |        | 18   | 11.º |
| 1969 | 125cc | Moto Villa      |         | GER Ret | FRA -   | IOM -   | NED Ret | BEL -   | DDR -   | CZE -   | FIN -   |         | NAT 4   | YUG -   |        | 18   | 11.º |
| 1969 | 250cc | Moto Villa      | ESP -   | GER -   | FRA Ret | IOM -   | NED -   | BEL -   | DDR -   | CZE -   | FIN -   | ULS -   | NAT Ret | YUG Ret |        | 0    | -    |
| 1970 | 125cc | Moto Villa      | GER -   | FRA 18  | YUG -   | IOM -   | NED -   | BEL 10  | DDR -   | CZE -   | FIN -   | NAT 6   | ESP Ret |         |        | 6    | 29.º |
| 1972 | 350cc | Yamaha          | GER -   | FRA -   | AUT -   | NAT 7   | IOM -   | YUG -   | NED -   |         | DDR -   | CZE -   | SWE -   | FIN -   | ESP -  | 4    | 28.º |
| 1973 | 250cc | Yamaha          | FRA 10  | AUT 7   | GER 8   |         | IOM -   | YUG DNS | NED -   | BEL -   | CZE -   | SWE -   | FIN -   | ESP -   |        | 8    | 26.º |
| 1973 | 350cc | Kawasaki        | FRA 6   |         |         |         |         |         |         |         |         |         |         |         |        | 23   | 11.º |
| 1973 | 350cc | Yamaha          |         | AUT 2   | GER Ret |         |         |         |         |         |         |         |         |         |        | 23   | 11.º |
| 1973 | 350cc | Benelli         |         |         |         | NAT 5   | IOM -   | YUG DNS | NED -   |         | CZE -   | SWE -   | FIN -   | ESP -   |        | 23   | 11.º |
| 1974 | 250cc | Harley-Davidson |         | GER DNS |         | NAT 1   | IOM -   | NED 1   | BEL 6   | SWE 2   | FIN 1   | CZE 1   | YUG Ret | ESP -   |        | 77   | 1.º  |
| 1974 | 350cc | Harley-Davidson | FRA -   | GER DNS | AUT 6   | NAT 4   | IOM -   | NED 9   |         | SWE Ret | FIN Ret | CZE -   | YUG 13  |         |        | 15   | 16.º |
| 1974 | 500cc | Harley-Davidson | FRA -   | GER -   | AUT Ret | NAT -   | IOM -   | NED -   | BEL -   | SWE -   | FIN -   | CZE Ret |         |         |        | 0    | -    |
| 1975 | 250cc | Harley-Davidson | FRA Ret | ESP 1   |         | GER 1   | NAT 1   | IOM -   | NED 1   | BEL 3   | SWE 1   | FIN Ret | CZE 13  | YUG -   |        | 85   | 1.º  |
| 1975 | 350cc | Harley-Davidson | FRA Ret | ESP 8   | AUT -   | GER Ret | NAT Ret | IOM -   | NED Ret |         |         | FIN Ret | CZE Ret | YUG -   |        | 3    | 36.º |
| 1976 | 250cc | Harley-Davidson | FRA 1   |         | NAT 1   | YUG Ret | IOM -   | NED 1   | BEL 1   | SWE Ret | FIN 1   | CZE 1   | GER 1   | ESP 2   |        | 90   | 1.º  |
| 1976 | 350cc | Harley-Davidson | FRA 1   | AUT 2   | NAT 7   | YUG Ret | IOM -   | NED Ret |         |         | FIN 1   | CZE 1   | GER 1   | ESP 6   |        | 76   | 1.º  |
| 1977 | 250cc | Harley-Davidson | VEN 1   | GER Ret | NAT Ret | ESP DNQ | FRA 23  | YUG Ret | NED 4   | BEL 1   | SWE Ret | FIN 1   | CZE 2   | GBR 9   |        | 67   | 3.º  |
| 1977 | 350cc | Harley-Davidson | VEN Ret | GER 7   | NAT 7   | ESP Ret | FRA DNQ | YUG -   | NED 8   |         | SWE DNQ | FIN 8   | CZE Ret | GBR -   |        | 14   | 18.º |
| 1978 | 250cc | Harley-Davidson | VEN -   | ESP -   | FRA Ret | NAT Ret | NED Ret | BEL 3   | SWE Ret | FIN Ret | GBR DNQ | GER 12  | CZE 8   | YUG -   |        | 13   | 16.º |
| 1979 | 250cc | Yamaha          | VEN 1   |         | GER 27  | NAT 4   | ESP 5   | YUG -   | NED 9   | BEL DNS | SWE Ret | FIN 5   | GBR -   | CZE 9   | FRA 21 | 39   | 7.º  |
| 1979 | 350cc | Yamaha          | VEN 2   | AUT 5   | GER DNS | NAT Ret | ESP Ret | YUG -   | NED 3   |         |         | FIN Ret | GBR -   | CZE -   | FRA 3  | 38   | 7.º  |
| 1980 | 250cc | Yamaha          | NAT DNQ | ESP -   | FRA -   | YUG 9   | NED Ret | BEL -   | FIN -   | GBR -   | CZE 9   | GER DNQ |         |         |        | 4    | 29.º |
| 1980 | 350cc | Yamaha          | NAT 3   |         | FRA 6   |         | NED Ret |         |         | GBR 10  | CZE -   | GER DNQ |         |         |        | 16   | 9.º  |